# V (lettre)
Pour les articles homonymes, voir V.
Cette page contient des caractères spéciaux ou non latins. S’ils s’affichent mal (▯, ?, etc.), consultez la page d’aide Unicode.
V est la 22e lettre et la 17e consonne de l'alphabet latin moderne.  À l'origine, en latin, il n'était pas différencié de u. Elle est principalement utilisée comme consonne, mais est utilisée comme voyelle en creek.

## Histoire

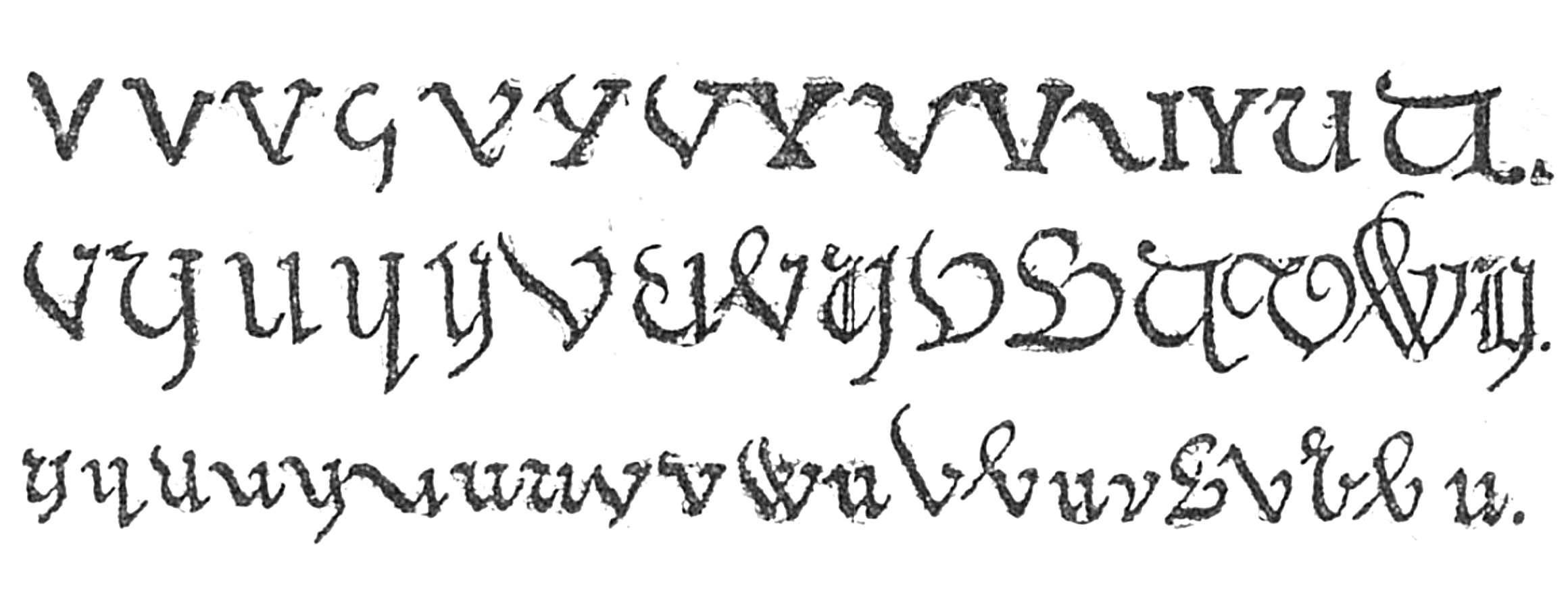
Formes majuscules et minuscules manuscrites de la lettre V dans le Dictionnaire des abréviations latines et française d’Alphonse Chassant.

|                                |               |              |            |          |
| W Proto-sémitique              | wāw phénicien | upsilon grec | V étrusque | V romain |
| Évolution probable du graphème |               |              |            |          |

## Linguistique
Le v représente une consonne fricative labio-dentale voisée /v/ dans un grand nombre de langues, dont le français.
Il représente aussi une consonne fricative labio-dentale sourde /f/, notamment en allemand.
Il représente une voyelle moyenne centrale /ə/ dans en chetco et en tolowa, ou encore dans en creek.

## Codage

### Informatique
| Lettre                   | V                        | V                        | v                         | v                         |
| ------------------------ | ------------------------ | ------------------------ | ------------------------- | ------------------------- |
| Nom Unicode              | Lettre capitale latine V | Lettre capitale latine V | Lettre minuscule latine V | Lettre minuscule latine V |
| Encodage                 | décimal                  | hexadécimal              | décimal                   | hexadécimal               |
| ASCII, ISO 8859, Unicode | 86                       | 56                       | 118                       | 76                        |
| EBCDIC                   | 229                      | E5                       | 165                       | A5                        |

### Radio
- Épellation alphabet radio
  - international : Victor
  - allemand : Viktor
- En alphabet morse, la lettre V vaut « ···- »

### Autres
| Signalisation | Signalisation | Langue des signes | Langue des signes | Écriture Braille |
| Pavillon      | Sémaphore     | française         | québécoise        | Écriture Braille |
| ------------- | ------------- | ----------------- | ----------------- | ---------------- |
|               |               |                   |                   |                  |

## Divers
La lettre V (confondue avec le U en latin) est à l'origine de deux citations célèbres :
- Jules César :

« VENI·VEDI·VICI »

- Docteur Faust :

« VI·VERI·VNIVERSVM·VIVUS·VICI »

Le personnage V de V pour Vendetta est célèbre pour l'usage immodéré de cette lettre[pas clair].